# The Stolen Play
The Stolen Play er en amerikansk stumfilm fra 1917 af Harry Harvey.

## Medvirkende
- Ruth Roland som Sylvia Smalley
- Ed Brady som Leroux
- William Conklin som Charles Edmay
- Makoto Inokuchi som Togo